# Hollandia az 1972. évi nyári olimpiai játékokon
Hollandia az NSZK-beli Münchenben megrendezett 1972. évi nyári olimpiai játékok egyik részt vevő nemzete volt. Az országot az olimpián 16 sportágban 119 sportoló képviselte, akik összesen 5 érmet szereztek.

## Érmesek
| Érem  | Versenyző                    | Sportág      | Versenyszám                    |
| ----- | ---------------------------- | ------------ | ------------------------------ |
| Arany | Wim Ruska                    | Cselgáncs    | Férfi nehézsúly                |
| Arany | Wim Ruska                    | Cselgáncs    | Férfi nyílt                    |
| Arany | Hennie Kuiper                | Kerékpározás | Férfi mezőnyverseny            |
| Ezüst | Mieke Jaapies                | Kajak-kenu   | Női kajak egyes 500 m          |
| Bronz | Roel Luynenburg Ruud Stokvis | Evezés       | Férfi kormányos nélküli kettes |

## Atlétika
Férfi
| Versenyző      | Versenyszám | Előfutam         | Előfutam         | Előfutam         | Elődöntő | Elődöntő | Elődöntő | Döntő   | Döntő    |
| Versenyző      | Versenyszám | Idő              | Hely.            | Össz.            | Idő      | Hely.    | Össz.    | Idő     | Helyezés |
| -------------- | ----------- | ---------------- | ---------------- | ---------------- | -------- | -------- | -------- | ------- | -------- |
| Sjef Hensgens  | 800 m       | 1:51,2           | 4.               | 43.**            | kiesett  | kiesett  | kiesett  | kiesett | kiesett  |
| Haico Scharn   | 1500 m      | 3:41,41          | 4.               | 13.              | 3:44,4   | 7.       | 25.      | kiesett | kiesett  |
| Bram Wassenaar | 1500 m      | nem állt rajthoz | nem állt rajthoz | nem állt rajthoz | kiesett  | kiesett  | kiesett  | kiesett | kiesett  |

Női
| Versenyző                   | Versenyszám | Előfutam | Előfutam | Előfutam | Negyeddöntő | Negyeddöntő | Negyeddöntő | Elődöntő         | Elődöntő         | Elődöntő         | Döntő   | Döntő    |
| Versenyző                   | Versenyszám | Idő      | Hely.    | Össz.    | Idő         | Hely.       | Össz.       | Idő              | Hely.            | Össz.            | Idő     | Helyezés |
| --------------------------- | ----------- | -------- | -------- | -------- | ----------- | ----------- | ----------- | ---------------- | ---------------- | ---------------- | ------- | -------- |
| Wilma van Gool-van den Berg | 100 m       | 11,43    | 3.       | 9.       | 11,47       | 5.          | 13.         | kiesett          | kiesett          | kiesett          | kiesett | kiesett  |
| Wilma van Gool-van den Berg | 200 m       | 23,86    | 2.       | 15.      | 23,22       | 3.          | 7.**        | nem állt rajthoz | nem állt rajthoz | nem állt rajthoz | kiesett | kiesett  |
| Trudy Ruth                  | 400 m       | 53,16    | 3.       | 16.      | 52,45       | 4.          | 11.         | 53,02            | 8.               | 15.              | kiesett | kiesett  |
| Berny Boxem-Lenferink       | 1500 m      | 4:13,83  | 3.       | 17.      |             |             |             | 4:08,81          | 5.               | 9.               | 4:13,10 | 9.       |
| Ilja Keizer-Laman           | 1500 m      | 4:08,00  | 3.       | 3.       |             |             |             | 4:08,25          | 4.               | 8.               | 4:05,13 | 6.       |

| Versenyző  | Versenyszám | Selejtező | Selejtező | Döntő    | Döntő    |
| Versenyző  | Versenyszám | Eredmény  | Helyezés  | Eredmény | Helyezés |
| ---------- | ----------- | --------- | --------- | -------- | -------- |
| Ria Ahlers | Magasugrás  | 176 cm    | 6.***     | 179 cm   | 16.*     |

* - egy másik versenyzővel azonos eredményt ért el

** - két másik versenyzővel azonos időt ért el

*** - nyolc másik versenyzővel azonos eredményt ért el

## Birkózás
Kötöttfogású
| Versenyző   | Versenyszám | 1. forduló                         | 2. forduló        | 3. forduló        | 4. forduló        | 5. forduló        | Döntő             | Helyezés    |
| Versenyző   | Versenyszám | Ellenfél Eredmény                  | Ellenfél Eredmény | Ellenfél Eredmény | Ellenfél Eredmény | Ellenfél Eredmény | Ellenfél Eredmény | Helyezés    |
| ----------- | ----------- | ---------------------------------- | ----------------- | ----------------- | ----------------- | ----------------- | ----------------- | ----------- |
| Barend Kops | 90 kg       | Josip Čorak (YUG) · nem vett részt | kiesett           | kiesett           | kiesett           | kiesett           | kiesett           | helyezetlen |

## Cselgáncs
| Versenyző       | Versenyszám  | Csoport | Selejtező         | 1. forduló                               | 2. forduló                    | 3. forduló                  | 4. forduló             | Vigaszág 1. forduló | Vigaszág 2. forduló     | Vigaszág 3. forduló    | Elődöntő                        | Döntő                        | Helyezés |
| Versenyző       | Versenyszám  | Csoport | Ellenfél Eredmény | Ellenfél Eredmény                        | Ellenfél Eredmény             | Ellenfél Eredmény           | Ellenfél Eredmény      | Ellenfél Eredmény   | Ellenfél Eredmény       | Ellenfél Eredmény      | Ellenfél Eredmény               | Ellenfél Eredmény            | Helyezés |
| --------------- | ------------ | ------- | ----------------- | ---------------------------------------- | ----------------------------- | --------------------------- | ---------------------- | ------------------- | ----------------------- | ---------------------- | ------------------------------- | ---------------------------- | -------- |
| Martin Poglajen | Középsúly    | A       | erőnyerő          | Jean de Dieu Razafimahatratra (MAD) · GY | Guram Gogolauri (URS) · V     | kiesett                     | kiesett                |                     |                         |                        |                                 |                              | 13.      |
| Jan Bosman      | Félnehézsúly | A       |                   | Antoine Chidiac (LIB) · GY               | Fernando H. García (PHI) · GY | James Wooley (USA) · V      | kiesett                |                     |                         |                        |                                 |                              | 11.      |
| Wim Ruska       | Nehézsúly    | B       |                   | erőnyerő                                 | Tijini Ben Kassou (MAR) · GY  | Douglas Nelson (USA) · GY   | Klaus Glahn (FRG) · GY |                     |                         |                        | Nisimura Motoki (JPN) · GY      | Klaus Glahn (FRG) · GY       |          |
| Wim Ruska       | Nyílt        | B       |                   | Ulrich Falk (SUI) · GY                   | Fernando H. García (PHI) · GY | Vitalij Kuznyecov (URS) · V |                        |                     | Chiaki Ishii (BRA) · GY | Klaus Glahn (FRG) · GY | Jean-Claude Brondani (FRA) · GY | Vitalij Kuznyecov (URS) · GY |          |

## Evezés
| Versenyző | Versenyszám              | Előfutam | Előfutam | Vigaszág | Vigaszág | Elődöntő | Elődöntő | Döntő   | Döntő   | Döntő   | Helyezés    |
| Versenyző | Versenyszám              | Idő      | Hely.    | Idő      | Hely.    | Idő      | Hely.    | Típus   | Idő     | Hely.   | Helyezés    |
| --- | ------------------------ | -------- | -------- | -------- | -------- | -------- | -------- | ------- | ------- | ------- | ----------- |
| Jan Bruyn Paul Veenemans | Kétpárevezős             | 7:02,12  | 2.       | 7:04,15  | 2.       | 7:40,77  | 4.       | B       | 7:07,25 | 1.      | 7.          |
| Roel Luynenburg Ruud Stokvis | Kormányos nélküli kettes | 7:26,80  | 3.       | 7:38,51  | 1.       | 7:41,86  | 2.       | A       | 6:58,70 | 3.      |             |
| Bernard Luttikhuizen René Kieft Herman Zaanen (kormányos)                                                                                    | Kormányos kettes         | 8:00,15  | 3.       | 8:17,37  | 3.       | kiesett  | kiesett  | kiesett | kiesett | kiesett | helyezetlen |
| Wim Grothuis Evert Kroes Jan-Willem van Woudenberg Johan ter Haar Kees de Korver (kormányos)                                                 | Kormányos négyes         | 6:53,30  | 3.       | erőnyerő | erőnyerő | 7:23,66  | 4.       | B       | 7:05,83 | 1.      | 7.          |
| Henk Rouwé Jannes Munneke Frank Mulder Hans Huisinga Jan van der Vliet Herman Eggink Bram Tuinzing Pieter Offens Rutger Stuffken (kormányos) | Nyolcas                  | 6:13,03  | 2.       | erőnyerő | erőnyerő | 6:31,70  | 4.       | B       | 6:23,55 | 3.      | 9.          |

## Gyeplabda
| Holland férfi gyeplabdacsapat-játékoskeret | Holland férfi gyeplabdacsapat-játékoskeret                                                                                |
| --- | --- |
| - André Bolhuis - Marinus Dijkerman - Thijs Kaanders - Coen Kranenberg - Ties Kruize - Wouter Leefers - Flip van Lidth le Jeude - Paul Litjens | - Irving van Nes - Maarten Sikking - Frans Spits - Nico Spits - Bart Taminiau - Kik Thole - Jeroen Zweerts - Piet Weemers |

### Eredmények
Csoportkör
B csoport
| Csapat               | M | Gy | D | V | G+ | G– | Gk  | P  |
| -------------------- | - | -- | - | - | -- | -- | --- | -- |
| India (IND)          | 7 | 5  | 2 | 0 | 25 | 8  | +17 | 12 |
| Hollandia (NED)      | 7 | 5  | 1 | 1 | 20 | 9  | +11 | 11 |
| Nagy-Britannia (GBR) | 7 | 4  | 1 | 2 | 15 | 10 | +5  | 9  |
| Ausztrália (AUS)     | 7 | 3  | 2 | 2 | 18 | 8  | +10 | 8  |
| Új-Zéland (NZL)      | 7 | 2  | 3 | 2 | 16 | 11 | +5  | 7  |
| Lengyelország (POL)  | 7 | 2  | 2 | 3 | 12 | 12 | 0   | 6  |
| Kenya (KEN)          | 7 | 1  | 1 | 5 | 8  | 17 | –9  | 3  |
| Mexikó (MEX)         | 7 | 0  | 0 | 7 | 1  | 40 | –39 | 0  |

| 1972. augusztus 27. | India (IND) | 1 – 1   | Hollandia (NED) |  |
| 1972. augusztus 27. | Kumar       | (1 – 1) | Zweerts         |  |

| 1972. augusztus 28. | Hollandia (NED) | 4 – 2   | Lengyelország (POL)   |  |
| 1972. augusztus 28. | Kruize 4        | (3 – 0) | Kaźmierczak Grotowski |  |

| 1972. augusztus 30. | Kenya (KEN) | 1 – 5   | Hollandia (NED)   |  |
| 1972. augusztus 30. | Rihal       | (0 – 2) | Kruize 4 F. Spits |  |

| 1972. augusztus 31. | Hollandia (NED) | 2 – 0   | Új-Zéland (NZL) |  |
| 1972. augusztus 31. | Kruize 2        | (1 – 0) |                 |  |

| 1972. szeptember 2. | Hollandia (NED)            | 4 – 0   | Mexikó (MEX) |  |
| 1972. szeptember 2. | Kruize 2 F. Spits N. Spits | (3 – 0) |              |  |

| 1972. szeptember 3. | Hollandia (NED) | 1 – 3   | Nagy-Britannia (GBR) |  |
| 1972. szeptember 3. | Kruize          | (1 – 1) | Ahmad Corby Svehlik  |  |

| 1972. szeptember 4. | Ausztrália (AUS) | 2 – 3   | Hollandia (NED) |  |
| 1972. szeptember 4. | Glencross Mason  | (1 – 3) | Kruize 3        |  |

Elődöntő
| 1972. szeptember 8. | NSZK (FRG)       | 3 – 0   | Hollandia (NED) |  |
| 1972. szeptember 8. | Vos Krause Dröse | (1 – 0) |                 |  |

Bronzmérkőzés
| 1972. szeptember 10. | Hollandia (NED) | 1 – 2   | India (IND)                        |  |
| 1972. szeptember 10. | Kruize          | (1 – 1) | Billimogaputtaswamy Mukhbain Singh |  |

| Csapat          | Helyezés |
| --------------- | -------- |
| Hollandia (NED) | 4.       |

## Kajak-kenu

### Síkvízi
Női
| Versenyző                                    | Versenyszám        | Előfutam | Előfutam | Előfutam | Vigaszág | Vigaszág | Vigaszág | Elődöntő | Elődöntő | Elődöntő | Döntő   | Döntő    |
| Versenyző                                    | Versenyszám        | Idő      | Hely.    | Össz.    | Idő      | Hely.    | Össz.    | Idő      | Hely.    | Össz.    | Idő     | Helyezés |
| -------------------------------------------- | ------------------ | -------- | -------- | -------- | -------- | -------- | -------- | -------- | -------- | -------- | ------- | -------- |
| Mieke Jaapies                                | Kajak egyes 500 m  | 2:12,86  | 1.       | 5.       | erőnyerő | erőnyerő | erőnyerő | 2:04,64  | 1.       | 1.       | 2:04,03 |          |
| Mieke Jaapies Maria van der Holst-Blijlevens | Kajak kettes 500 m | 2:03,33  | 3.       | 6.       | erőnyerő | erőnyerő | erőnyerő |          |          |          | 1:58,11 | 7.       |

## Kerékpározás

### Országúti kerékpározás
| Versenyző                                                  | Versenyszám     | Idő             | Helyezés |
| ---------------------------------------------------------- | --------------- | --------------- | -------- |
| Fedor den Hertog                                           | Mezőnyverseny   | 4:15:13 (+0:36) | 25.      |
| Piet van Katwijk                                           | Mezőnyverseny   | 4:15:13 (+0:36) | 11.      |
| Hennie Kuiper                                              | Mezőnyverseny   | 4:14:37         |          |
| Cees Priem                                                 | Mezőnyverseny   | 4:15:13 (+0:36) | 12.      |
| Fedor den Hertog Aad van den Hoek Hennie Kuiper Cees Priem | Csapat időfutam | kizárták        | kizárták |

### Pálya-kerékpározás
Sprintverseny
| Versenyző       | Versenyszám  | 1. forduló                                                 | 1. forduló | Vigaszág                                            | Vigaszág | 2. forduló                                               | 2. forduló | Vigaszág                                        | Vigaszág | Nyolcaddöntő                                        | Nyolcaddöntő | Vigaszág selejtező                             | Vigaszág selejtező | Vigaszág döntő                | Vigaszág döntő | Negyeddöntő                                     | Elődöntő                            | Döntő                                                     | Helyezés |
| Versenyző       | Versenyszám  | Ellenfelek Győztes idő                                     | Hely.      | Ellenfelek Győztes idő                              | Hely.    | Ellenfelek Győztes idő                                   | Hely.      | Ellenfél Győztes idő                            | Hely.    | Ellenfelek Győztes idő                              | Hely.        | Ellenfelek Győztes idő                         | Hely.              | Ellenfél Győztes idő          | Hely.          | Ellenfél Győztes idő                            | Ellenfél Győztes idő                | Ellenfél Győztes idő                                      | Helyezés |
| --------------- | ------------ | ---------------------------------------------------------- | ---------- | --------------------------------------------------- | -------- | -------------------------------------------------------- | ---------- | ----------------------------------------------- | -------- | --------------------------------------------------- | ------------ | ---------------------------------------------- | ------------------ | ----------------------------- | -------------- | ----------------------------------------------- | ----------------------------------- | --------------------------------------------------------- | -------- |
| Klaas Balk      | Férfi egyéni | Vladimír Vačkář (TCH) · Carlos Galeano (COL) · 11,89       | 2.         | Maurice Hugh-Sam (JAM) · Daud Ibrahim (MAS) · 12,02 | 1.       | Gérard Quintyn (FRA) · Carlos Reybaud (ARG) · idő nélkül | 3.         | Benedykt Kocot (POL) · 11,68                    | 1.       | Andrzej Bek (POL) · Serhiy Kravtsov (URS) · 11,48   | 1.           |                                                |                    |                               |                | Hans-Jürgen Geschke (GDR) · 11,63, 11,58, 11,47 | Daniel Morelon (FRA) · 11,55, 11,49 | Bronzmérkőzés · Omar Phakadze (URS) · 11,62, 12,12, 11,34 | 4.       |
| Peter van Doorn | Férfi egyéni | Numata Jaicsi (JPN) · Ahmed Abdussal Gariani (LIB) · 11,58 | 1.         |                                                     |          | Peder Pedersen (DEN) · Dieter Berkmann (FRG) · 11,69     | 3.         | Csó Josikazu (JPN) · Edward McRae (CAN) · 11,74 | 1.       | Daniel Morelon (FRA) · Niels Fredborg (DEN) · 11,51 | 3.           | Robert Maveau (BEL) · Ezio Cardi (ITA) · 11,59 | 1.                 | Vladimír Vačkář (TCH) · 11,61 | 1.             | Daniel Morelon (FRA) · 11,78, 11,52             | kiesett                             | kiesett                                                   | 5.       |

Időfutam
| Versenyző       | Versenyszám  | Idő     | Helyezés |
| --------------- | ------------ | ------- | -------- |
| Peter van Doorn | Férfi egyéni | 1:08,09 | 11.      |

Tandem
| Versenyző                  | Versenyszám     | 1. forduló                                           | Vigaszág selejtező     | Vigaszág selejtező | Vigaszág döntő         | Vigaszág döntő | Negyeddöntő                                                          | Elődöntő             | Döntő                | Helyezés |
| Versenyző                  | Versenyszám     | Ellenfél Győztes idő                                 | Ellenfelek Győztes idő | Hely.              | Ellenfelek Győztes idő | Hely.          | Ellenfél Győztes idő                                                 | Ellenfél Győztes idő | Ellenfél Győztes idő | Helyezés |
| -------------------------- | --------------- | ---------------------------------------------------- | ---------------------- | ------------------ | ---------------------- | -------------- | -------------------------------------------------------------------- | -------------------- | -------------------- | -------- |
| Klaas Balk Peter van Doorn | Férfi kétüléses | Kolumbia (COL) · Rafael Narváez · Jairo Díaz · 10,55 |                        |                    |                        |                | Franciaország (FRA) · Daniel Morelon · Pierre Trentin · 10,69, 10,62 | kiesett              | kiesett              | 5.       |

Üldözőversenyek
| Versenyző                                             | Versenyszám  | Selejtező | Selejtező | Negyeddöntő                                                                                   | Negyeddöntő | Negyeddöntő | Elődöntő     | Elődöntő  | Elődöntő | Döntő        | Döntő     | Helyezés |
| Versenyző                                             | Versenyszám  | Idő       | Hely.     | Ellenfél Idő                                                                                  | Saját idő   | Hely.       | Ellenfél Idő | Saját idő | Hely.    | Ellenfél Idő | Saját idő | Helyezés |
| ----------------------------------------------------- | ------------ | --------- | --------- | --------------------------------------------------------------------------------------------- | ----------- | ----------- | ------------ | --------- | -------- | ------------ | --------- | -------- |
| Roy Schuiten                                          | Férfi egyéni | 4:56,10   | 7.        | John Bylsma (AUS) · 4:50,47                                                                   | 4:52,16     | 5.          | kiesett      | kiesett   | kiesett  | kiesett      | kiesett   | 5.       |
| Ad Dekkers Gerard Kamper Herman Ponsteen Roy Schuiten | Férfi csapat | 4:27,30   | 4.        | Nagy-Britannia (GBR) · Michael Bennett · Ian Hallam · Ronald Keeble · William Moore · 4:25,23 | 4:26,11     | 5.          | kiesett      | kiesett   | kiesett  | kiesett      | kiesett   | 5.       |

## Lovaglás
Díjlovaglás
| Versenyző                                            | Ló                           | Versenyszám | Selejtező | Selejtező | Döntő   | Döntő    |
| Versenyző                                            | Ló                           | Versenyszám | Pont      | Hely.     | Pont    | Helyezés |
| ---------------------------------------------------- | ---------------------------- | ----------- | --------- | --------- | ------- | -------- |
| Cees Benedictus-Lieftinck                            | Turista                      | Egyéni      | 1420      | 27.       | kiesett | kiesett  |
| Anny van Doorne                                      | Pericles                     | Egyéni      | 1480      | 18.       | kiesett | kiesett  |
| John Swaab                                           | Maharadscha                  | Egyéni      | 1409      | 28.       | kiesett | kiesett  |
| Cees Benedictus-Lieftinck Anny van Doorne John Swaab | Turista Pericles Maharadscha | Csapat      |           |           | 4,309   | 8.       |

Lovastusa
| Versenyző                                                    | Ló                                   | Versenyszám | Díjlovaglás | Díjlovaglás | Tereplovaglás | Tereplovaglás | Díjugratás    | Díjugratás    | Végeredmény | Végeredmény |
| Versenyző                                                    | Ló                                   | Versenyszám | Bünt.       | Hely.       | Bünt.         | Hely.         | Bünt.         | Hely.         | Bünt.       | Helyezés    |
| ------------------------------------------------------------ | ------------------------------------ | ----------- | ----------- | ----------- | ------------- | ------------- | ------------- | ------------- | ----------- | ----------- |
| Hans Brugman                                                 | Alfie                                | Egyéni      | -86,67      | 72.         | nem ért célba | nem ért célba | kiesett       | kiesett       | kiesett     | kiesett     |
| Maarten Jurgens                                              | Tamerlane                            | Egyéni      | -57,67      | 32.         | nem ért célba | nem ért célba | kiesett       | kiesett       | kiesett     | kiesett     |
| Piet van der Schans                                          | Eminent                              | Egyéni      | -66,33      | 53.         | -212,80       | 48.           | -30,00        | 43.           | -309,13     | 48.         |
| Eddy Stibbe                                                  | Autumn Flash                         | Egyéni      | -54,67      | 24.         | nem ért célba | nem ért célba | kiesett       | kiesett       | kiesett     | kiesett     |
| Hans Brugman Maarten Jurgens Piet van der Schans Eddy Stibbe | Alfie Tamerlane Eminent Autumn Flash | Csapat      | -178,67     | 11.         | -193,60       | 18.           | nem ért célba | nem ért célba | kiesett     | kiesett     |

## Műugrás
Női
| Versenyző      | Versenyszám        | Selejtező | Selejtező | Döntő   | Döntő    |
| Versenyző      | Versenyszám        | Pont      | Helyezés  | Pont    | Helyezés |
| -------------- | ------------------ | --------- | --------- | ------- | -------- |
| Mariët Dommers | Egyéni műugrás     | 239,40    | 23.       | kiesett | kiesett  |
| Annita Smith   | Egyéni toronyugrás | 156,99    | 27.       | kiesett | kiesett  |

## Ökölvívás
| Versenyző          | Versenyszám   | Selejtező         | 32-es főtábla              | Nyolcaddöntő              | Negyeddöntő       | Elődöntő          | Döntő             | Helyezés |
| Versenyző          | Versenyszám   | Ellenfél Eredmény | Ellenfél Eredmény          | Ellenfél Eredmény         | Ellenfél Eredmény | Ellenfél Eredmény | Ellenfél Eredmény | Helyezés |
| ------------------ | ------------- | ----------------- | -------------------------- | ------------------------- | ----------------- | ----------------- | ----------------- | -------- |
| James Vrij         | Váltósúly     | erőnyerő          | Kajdi János (HUN) · 1-4    | kiesett                   | kiesett           | kiesett           | kiesett           | 17.      |
| Anthony Richardson | Nagyváltósúly | erőnyerő          | Svetomir Belić (YUG) · 3-2 | Lúszíf Hamáni (ALG) · RSC | kiesett           | kiesett           | kiesett           | 9.       |

## Öttusa
| Versenyző                         | Versenyszám | Lovaglás | Lovaglás | Lovaglás | Vívás    | Vívás | Vívás | Lövészet | Lövészet | Lövészet | Úszás         | Úszás         | Úszás         | Futás   | Futás | Futás | Összesen    | Összesen |
| Versenyző                         | Versenyszám | Idő      | Pont     | Hely.    | Eredmény | Pont  | Hely. | Pontszám | Pont     | Hely.    | Idő           | Pont          | Hely.         | Idő     | Pont  | Hely. | Összes pont | Helyezés |
| --------------------------------- | ----------- | -------- | -------- | -------- | -------- | ----- | ----- | -------- | -------- | -------- | ------------- | ------------- | ------------- | ------- | ----- | ----- | ----------- | -------- |
| Jan Bekkenk                       | Egyéni      | 2:44,5   | 930      | 46.      | 24–34    | 677   | 42.   | 180      | 692      | 51.      | 3:53,4        | 1008          | 40.           | 13:47,4 | 1084  | 28.   | 4391        | 46.      |
| Henk Krediet                      | Egyéni      | 2:33,4   | 985      | 32.      | 34–24    | 867   | 12.   | 185      | 802      | 38.      | nem ért célba | nem ért célba | nem ért célba | 13:31,1 | 1132  | 16.   | 3786        | 58.      |
| Rob Vonk                          | Egyéni      | 2:56,1   | 870      | 52.      | 15–43    | 506   | 57.   | 180      | 692      | 49.      | 3:28,3        | 1208          | 3.            | 14:56,6 | 877   | 56.   | 4153        | 53.      |
| Jan Bekkenk Henk Krediet Rob Vonk | Csapat      |          | 2785     | 18.      |          | 2060  | 16.   |          | 2186     | 17.      |               | 2216          | 19.           |         | 3093  | 14.   | 12340       | 18.      |

## Sportlövészet
Nyílt
| Versenyző     | Versenyszám       | Pont | Helyezés |
| ------------- | ----------------- | ---- | -------- |
| Willem Hillen | Sportpuska, fekvő | 595  | 17.      |
| Ben Pon       | Skeet             | 187  | 31.      |
| Eric Swinkels | Skeet             | 186  | 35.      |

## Torna
Női
| Versenyző                                                                                   | Versenyszám      | Selejtező | Selejtező | Döntő    | Döntő    |
| Versenyző                                                                                   | Versenyszám      | Pontszám  | Helyezés  | Pontszám | Helyezés |
| ------------------------------------------------------------------------------------------- | ---------------- | --------- | --------- | -------- | -------- |
| Ans Dekker                                                                                  | Talaj            | 17,25     | 90.       | kiesett  | kiesett  |
| Ans Dekker                                                                                  | Ugrás            | 17,55     | 65.       | kiesett  | kiesett  |
| Ans Dekker                                                                                  | Felemás korlát   | 17,85     | 54.       | kiesett  | kiesett  |
| Ans Dekker                                                                                  | Gerenda          | 17,45     | 37.       | kiesett  | kiesett  |
| Ans Dekker                                                                                  | Egyéni összetett | 70,10     | 59.       | kiesett  | kiesett  |
| Nel van der Voort                                                                           | Talaj            | 17,40     | 82.       | kiesett  | kiesett  |
| Nel van der Voort                                                                           | Ugrás            | 17,45     | 75.       | kiesett  | kiesett  |
| Nel van der Voort                                                                           | Felemás korlát   | 17,45     | 70.       | kiesett  | kiesett  |
| Nel van der Voort                                                                           | Gerenda          | 17,05     | 64.       | kiesett  | kiesett  |
| Nel van der Voort                                                                           | Egyéni összetett | 69,35     | 67.       | kiesett  | kiesett  |
| Ans Smulders-van Gerwen                                                                     | Talaj            | 18,25     | 26.       | kiesett  | kiesett  |
| Ans Smulders-van Gerwen                                                                     | Ugrás            | 18,15     | 28.       | kiesett  | kiesett  |
| Ans Smulders-van Gerwen                                                                     | Felemás korlát   | 18,65     | 14.       | kiesett  | kiesett  |
| Ans Smulders-van Gerwen                                                                     | Gerenda          | 17,90     | 22.       | kiesett  | kiesett  |
| Ans Smulders-van Gerwen                                                                     | Egyéni összetett | 72,95     | 22.       | 73,575   | 19.      |
| Ikina Morsch                                                                                | Talaj            | 18,00     | 38.       | kiesett  | kiesett  |
| Ikina Morsch                                                                                | Ugrás            | 17,50     | 69.       | kiesett  | kiesett  |
| Ikina Morsch                                                                                | Felemás korlát   | 17,20     | 80.       | kiesett  | kiesett  |
| Ikina Morsch                                                                                | Gerenda          | 16,80     | 75.       | kiesett  | kiesett  |
| Ikina Morsch                                                                                | Egyéni összetett | 69,50     | 66.       | kiesett  | kiesett  |
| Linda Toorop                                                                                | Talaj            | 17,50     | 74.       | kiesett  | kiesett  |
| Linda Toorop                                                                                | Ugrás            | 17,55     | 65.       | kiesett  | kiesett  |
| Linda Toorop                                                                                | Felemás korlát   | 18,15     | 42.       | kiesett  | kiesett  |
| Linda Toorop                                                                                | Gerenda          | 16,00     | 106.      | kiesett  | kiesett  |
| Linda Toorop                                                                                | Egyéni összetett | 69,20     | 69.*      | kiesett  | kiesett  |
| Margo Velema                                                                                | Talaj            | 17,70     | 59.       | kiesett  | kiesett  |
| Margo Velema                                                                                | Ugrás            | 17,15     | 91.       | kiesett  | kiesett  |
| Margo Velema                                                                                | Felemás korlát   | 16,60     | 96.       | kiesett  | kiesett  |
| Margo Velema                                                                                | Gerenda          | 17,15     | 54.       | kiesett  | kiesett  |
| Margo Velema                                                                                | Egyéni összetett | 68,60     | 79.       | kiesett  | kiesett  |
| Ans Dekker Nel van der Voort Ans Smulders-van Gerwen Ikina Morsch Linda Toorop Margo Velema | Csapat összetett |           |           | 353,50   | 9.       |

* - két másik versenyzővel azonos eredményt ért el

## Úszás
Férfi
| Versenyző                                                     | Versenyszám          | Előfutam | Előfutam | Előfutam | Elődöntő | Elődöntő | Elődöntő | Döntő   | Döntő    |
| Versenyző                                                     | Versenyszám          | Idő      | Hely.    | Össz.    | Idő      | Hely.    | Össz.    | Idő     | Helyezés |
| ------------------------------------------------------------- | -------------------- | -------- | -------- | -------- | -------- | -------- | -------- | ------- | -------- |
| Peter Prijdekker                                              | 200 m gyors          | 1:58,78  | 3.       | 18.      |          |          |          | kiesett | kiesett  |
| Ton van Klooster                                              | 400 m gyors          | 4:11,72  | 2.       | 16.      |          |          |          | kiesett | kiesett  |
| Ton van Klooster                                              | 1500 m gyors         | 16:34,77 | 1.       | 11.      |          |          |          | kiesett | kiesett  |
| Bob Schoutsen                                                 | 100 m hát            | 1:00,76  | 1.       | 8.       | 1:00,48  | 5.       | 9.       | kiesett | kiesett  |
| Bob Schoutsen                                                 | 200 m hát            | 2:10,56  | 3.       | 9.       |          |          |          | kiesett | kiesett  |
| François van Kruisdijk                                        | 200 m vegyes         | 2:17,14  | 7.       | 24.      |          |          |          | kiesett | kiesett  |
| Roger van Hamburg                                             | 400 m vegyes         | 4:50,70  | 3.       | 19.      |          |          |          | kiesett | kiesett  |
| Peter Prijdekker Bert Bergsma Roger van Hamburg Hans Elzerman | 4 × 100 m gyorsváltó | 3:41,36  | 6.       | 11.      |          |          |          | kiesett | kiesett  |
| Peter Prijdekker Bert Bergsma Roger van Hamburg Hans Elzerman | 4 × 200 m gyorsváltó | 8:00,87  | 4.       | 10.      |          |          |          | kiesett | kiesett  |

Női
| Versenyző                                                               | Versenyszám            | Előfutam | Előfutam | Előfutam | Elődöntő | Elődöntő | Elődöntő | Döntő   | Döntő    |
| Versenyző                                                               | Versenyszám            | Idő      | Hely.    | Össz.    | Idő      | Hely.    | Össz.    | Idő     | Helyezés |
| ----------------------------------------------------------------------- | ---------------------- | -------- | -------- | -------- | -------- | -------- | -------- | ------- | -------- |
| Enith Brigitha                                                          | 100 m hát              | 1:06,71  | 2.       | 3.       | 1:06,49  | 2.       | 5.       | 1:06,82 | 6.       |
| Enith Brigitha                                                          | 200 m hát              | 2:23,70  | 1.       | 3.       |          |          |          | 2:23,70 | 6.       |
| Enith Brigitha                                                          | 100 m gyors            | 1:00,02  | 1.       | 7.       | 59,75    | 4.       | 8.       | 1:00,09 | 8.       |
| Hansje Bunschoten                                                       | 100 m gyors            | 1:00,82  | 3.       | 13.      | 1:00,79  | 7.       | 12.      | kiesett | kiesett  |
| Hansje Bunschoten                                                       | 200 m gyors            | 2:08,58  | 2.       | 6.       |          |          |          | 2:08,40 | 6.       |
| Hansje Bunschoten                                                       | 800 m gyors            | 9:21,13  | 2.       | 8.       |          |          |          | 9:16,69 | 7.       |
| Hansje Bunschoten                                                       | 400 m gyors            | 4:31,76  | 2.       | 7.       |          |          |          | 4:29,70 | 7.       |
| Anke Rijnders                                                           | 400 m gyors            | 4:29,94  | 2.       | 6.       |          |          |          | 4:31,51 | 8.       |
| Anke Rijnders                                                           | 200 m gyors            | 2:09,09  | 1.       | 8.       |          |          |          | 2:09,41 | 7.       |
| Anke Rijnders                                                           | 100 m gyors            | 1:00,76  | 2.       | 12.      | 1:00,84  | 6.       | 13.      | kiesett | kiesett  |
| Marianne Vermaat                                                        | 100 m hát              | 1:09,14  | 3.       | 16.      | 1:09,11  | 8.       | 16.      | kiesett | kiesett  |
| Annemarie Groen                                                         | 100 m hát              | 1:09,55  | 4.       | 21.      | kiesett  | kiesett  | kiesett  | kiesett | kiesett  |
| Annemarie Groen                                                         | 200 m hát              | 2:29,17  | 5.       | 23.      |          |          |          | kiesett | kiesett  |
| Josien Elzerman                                                         | 200 m hát              | 2:28,18  | 5.       | 19.      |          |          |          | kiesett | kiesett  |
| Tineke Hofland                                                          | 100 m mell             | 1:19,38  | 5.       | 28.      | kiesett  | kiesett  | kiesett  | kiesett | kiesett  |
| Alie te Riet                                                            | 100 m mell             | 1:18,79  | 4.       | 20.      | kiesett  | kiesett  | kiesett  | kiesett | kiesett  |
| Alie te Riet                                                            | 200 m mell             | 2:48,49  | 3.       | 17.      |          |          |          | kiesett | kiesett  |
| Frieke Buys                                                             | 100 m pillangó         | 1:06,89  | 3.       | 14.      | 1:06,78  | 6.       | 12.      | kiesett | kiesett  |
| Frieke Buys                                                             | 200 m pillangó         | 2:24,20  | 4.       | 9.       |          |          |          | kiesett | kiesett  |
| Gerda Lassooij                                                          | 200 m vegyes           | 2:32,92  | 5.       | 30.      |          |          |          | kiesett | kiesett  |
| Gerda Lassooij                                                          | 400 m vegyes           | 5:22,09  | 3.       | 21.      |          |          |          | kiesett | kiesett  |
| Wijda Mazereeuw                                                         | 400 m vegyes           | 5:24,00  | 5.       | 23.      |          |          |          | kiesett | kiesett  |
| Wijda Mazereeuw                                                         | 200 m vegyes           | 2:32,59  | 4.       | 26.      |          |          |          | kiesett | kiesett  |
| Hennie Penterman                                                        | 200 m vegyes           | 2:28,99  | 4.       | 12.      |          |          |          | kiesett | kiesett  |
| Hennie Penterman                                                        | 400 m vegyes           | 5:14,99  | 1.       | 11.      |          |          |          | kiesett | kiesett  |
| Enith Brigitha Anke Rijnders Hansje Bunschoten Josien Elzerman          | 4 × 100 m gyorsváltó   | 4:02,70  | 2.       | 4.       |          |          |          | 4:01,49 | 5.       |
| Enith Brigitha Alie te Riet Anke Rijnders Hansje Bunschoten Frieke Buys | 4 × 100 m vegyes váltó | 4:32,20  | 3.       | 7.       |          |          |          | 4:29,99 | 5.       |

## Vitorlázás
Nyílt
| Versenyző                      | Versenyszám     | Futam | Futam | Futam | Futam | Futam | Futam  | Futam  | Pontszám | Helyezés |
| Versenyző                      | Versenyszám     | 1     | 2     | 3     | 4     | 5     | 6      | 7      | Pontszám | Helyezés |
| ------------------------------ | --------------- | ----- | ----- | ----- | ----- | ----- | ------ | ------ | -------- | -------- |
| Kees Douze                     | Finn dingi      | 38,0  | 3,0   | 34,0  | 17,0  | 31,0  | (41,0) | 30,0   | 153,0    | 23.      |
| Cees Kurpershoek Ben Staartjes | Tempest         | 13,0  | 3,0   | 11,7  | 15,0  | 16,0  | (23,0) | 0,0    | 58,7     | 5.       |
| Fred Imhoff Simon Korver       | Repülő hollandi | 19,0  | 3,0   | 29,0  | 13,0  | 16,0  | 16,0   | (33,0) | 96,0     | 10.      |

## Vívás
Férfi
| Versenyző | Versenyszám  | Selejtező | Selejtező | Selejtező | Selejtező | Negyeddöntő       | Negyeddöntő | Elődöntő          | Elődöntő | Döntő             | Döntő   | Helyezés    |
| Versenyző | Versenyszám  | 1. kör | 1. kör    | 2. kör | 2. kör    | Negyeddöntő       | Negyeddöntő | Elődöntő          | Elődöntő | Döntő             | Döntő   | Helyezés    |
| Versenyző | Versenyszám  | Ellenfél Eredmény | Hely.     | Ellenfél Eredmény | Hely.     | Ellenfél Eredmény | Hely.       | Ellenfél Eredmény | Hely.    | Ellenfél Eredmény | Hely.   | Helyezés    |
| --------- | ------------ | --- | --------- | --- | --------- | ----------------- | ----------- | ----------------- | -------- | ----------------- | ------- | ----------- |
| Eddy Ham  | Kard, egyéni | 7. csoport · Pézsa Tibor (HUN) · 4-5 · Bernard Vallée (FRA) · 5-1 · Enrique Barza (PER) · 5-0 · Robert Foxcroft (CAN) · 5-2 · Anani Mikhaylov (BUL) · 3-5 | 2.        | 5. csoport · Viktor Szigyak (URS) · 1-5 · Paul Apostol (USA) · 0-5 · Dan Irimiciuc (ROU) · 3-5 · Bernard Vallée (FRA) · 5-4 · Roberto Alva (MEX) · 5-2 | 5.        | kiesett           | kiesett     | kiesett           | kiesett  | kiesett           | kiesett | helyezetlen |

## Vízilabda
| Holland férfi vízilabdacsapat-játékoskeret                                        | Holland férfi vízilabdacsapat-játékoskeret                                        |
| --------------------------------------------------------------------------------- | --------------------------------------------------------------------------------- |
| - Mart Bras - Ton Buunk - Wim Hermsen - Hans Hoogveld - Evert Kroon - Hans Parrel | - Wim van de Schilde - Ton Schmidt - Gijze Stroboer - Jan Evert Veer - Hans Wouda |

### Eredmények
Csoportkör
B csoport
| Csapat             | M | Gy | D | V | G+ | G– | Gk  | P |
| ------------------ | - | -- | - | - | -- | -- | --- | - |
| Magyarország (HUN) | 4 | 3  | 1 | 0 | 22 | 6  | +16 | 7 |
| NSZK (FRG)         | 4 | 2  | 2 | 0 | 21 | 13 | +8  | 6 |
| Hollandia (NED)    | 4 | 2  | 1 | 1 | 14 | 11 | +3  | 5 |
| Ausztrália (AUS)   | 4 | 0  | 1 | 3 | 14 | 27 | –13 | 1 |
| Görögország (GRE)  | 4 | 0  | 1 | 3 | 13 | 27 | –14 | 1 |

| 1972. augusztus 27. 10:00 | Magyarország (HUN)   | 3 – 0 | Hollandia (NED) |  |
| 1972. augusztus 27. 10:00 | (0–0, 2–0, 0–0, 1–0) |       |                 |  |
| 1972. augusztus 27. 10:00 | három játékos 1      |       |                 |  |

| 1972. augusztus 28. 10:00 | Ausztrália (AUS)     | 2 – 4 | Hollandia (NED) |  |
| 1972. augusztus 28. 10:00 | (1–0, 0–0, 0–1, 1–3) |       |                 |  |
| 1972. augusztus 28. 10:00 | Nunn, Hoad 1         |       | Parrel 2        |  |

| 1972. augusztus 29. 10:00 | NSZK (FRG)           | 4 – 4 | Hollandia (NED) |  |
| 1972. augusztus 29. 10:00 | (2–1, 1–0, 0–1, 1–2) |       |                 |  |
| 1972. augusztus 29. 10:00 | Stiefel 2            |       | Buunk 2         |  |

| 1972. augusztus 31. 14:00 | Görögország (GRE)              | 2 – 6 | Hollandia (NED) |  |
| 1972. augusztus 31. 14:00 | (1–0, 0–2, 1–3, 0–1)           |       |                 |  |
| 1972. augusztus 31. 14:00 | Szarándosz, Theodorakópulosz 1 |       | Veer 3          |  |

7–12. helyért
| 1972. szeptember 1. 11:00 | Hollandia (NED)      | 5 – 2 | Bulgária (BUL)           |  |
| 1972. szeptember 1. 11:00 | (1–0, 0–1, 2–1, 2–0) |       |                          |  |
| 1972. szeptember 1. 11:00 | Bras, Parrel 2       |       | Brankov, Konsztantinov 1 |  |

| 1972. szeptember 2. 15:00 | Kuba (CUB)           | 6 – 8 | Hollandia (NED) |  |
| 1972. szeptember 2. 15:00 | (2–1, 2–5, 0–2, 2–0) |       |                 |  |
| 1972. szeptember 2. 15:00 | Sánchez, Cowley 2    |       | Bras 5          |  |

| 1972. szeptember 3. 11:00 | Románia (ROU)        | 5 – 5 | Hollandia (NED) |  |
| 1972. szeptember 3. 11:00 | (2–2, 1–2, 0–1, 2–0) |       |                 |  |
| 1972. szeptember 3. 11:00 | öt játékos 1         |       | Stroboer 3      |  |

| 1972. szeptember 4. 12:00 | Hollandia (NED)      | 7 – 5 | Spanyolország (ESP) |  |
| 1972. szeptember 4. 12:00 | (0–1, 3–0, 2–2, 2–2) |       |                     |  |
| 1972. szeptember 4. 12:00 | Bras 5               |       | Jané 2              |  |

A táblázat tartalmazza a B csoportban lejátszott Ausztrália – Hollandia 2–4-es eredményt.
| Csapat              | M | Gy | D | V | G+ | G– | Gk | P |
| ------------------- | - | -- | - | - | -- | -- | -- | - |
| Hollandia (NED)     | 5 | 4  | 1 | 0 | 29 | 20 | +9 | 9 |
| Románia (ROU)       | 5 | 3  | 1 | 1 | 24 | 19 | +5 | 7 |
| Kuba (CUB)          | 5 | 3  | 1 | 1 | 24 | 23 | +1 | 7 |
| Spanyolország (ESP) | 5 | 2  | 0 | 3 | 26 | 26 | 0  | 4 |
| Bulgária (BUL)      | 5 | 0  | 2 | 3 | 17 | 23 | –6 | 2 |
| Ausztrália (AUS)    | 5 | 0  | 1 | 4 | 18 | 27 | –9 | 1 |

| Csapat          | Helyezés |
| --------------- | -------- |
| Hollandia (NED) | 7.       |